# NGC 3497
NGC 3497 (również NGC 3525, NGC 3528, IC 2624 lub PGC 33667) – galaktyka soczewkowata (S0), znajdująca się w gwiazdozbiorze Pucharu. Jest to galaktyka z aktywnym jądrem typu LINER.
Odkrył ją William Herschel 8 marca 1790 roku, a John Dreyer skatalogował jego obserwację jako NGC 3497. Niezależnie odkryto ją jeszcze trzykrotnie: John Herschel 22 marca 1835 (NGC 3528), Ormond Stone w 1886 (NGC 3525) oraz Lewis A. Swift 11 kwietnia 1898 roku, którego obserwację Dreyer skatalogował w suplemencie Index Catalogue jako IC 2624. Przyczyną kilkukrotnego skatalogowania galaktyki były niedokładności pozycji obiektu podanych przez odkrywców, a w przypadku Williama Herschela błędnie przeliczona pozycja jego obserwacji w katalogu GC Johna Herschela, na którym Dreyer opierał się zestawiając swój katalog.